# UCI Europe Tour 2023
Navigation
Édition précédente Édition suivante
L'UCI Europe Tour 2023 est la 19e édition de l'UCI Europe Tour, l'un des cinq circuits continentaux de cyclisme de l'Union cycliste internationale. Il est composé d'environ 200 compétitions organisées du 22 janvier au 15 octobre 2023 en Europe.

## Équipes
Les équipes qui peuvent participer aux différentes courses dépendent de la catégorie de l'épreuve. Par exemple, les UCI WorldTeams ne peuvent participer qu'aux courses .1 et leur nombre par épreuves est limité.
| Catégorie | Catégorie               | Équipes                                                                                 |
| --------- | ----------------------- | --------------------------------------------------------------------------------------- |
| .1        | 1.1 (Course d'un jour)  | * UCI WorldTeam (max 50 %) * UCI ProTeam * Équipe continentale * Sélection nationale    |
| .1        | 2.1 (Course par étapes) | * UCI WorldTeam (max 50 %) * UCI ProTeam * Équipe continentale * Sélection nationale    |
| .2        | 1.2 (Course d'un jour)  | * UCI ProTeam * Équipe continentale * Sélection nationale * Équipe régionale et de club |
| .2        | 2.2 (Course par étapes) | * UCI ProTeam * Équipe continentale * Sélection nationale * Équipe régionale et de club |

## Calendrier des épreuves

### Janvier
| Date | Course                              | Pays    | Classe | Vainqueur           | Équipe                   |
| ---- | ----------------------------------- | ------- | ------ | ------------------- | ------------------------ |
| 22   | Grand Prix de Valence               | Espagne | 1.1    | Arnaud De Lie       | Lotto Dstny              |
| 25   | Trofeo Calvià                       | Espagne | 1.1    | Rui Costa           | Intermarché-Circus-Wanty |
| 26   | Trofeo Ses Salines-Alcúdia          | Espagne | 1.1    | Marijn van den Berg | EF Education-EasyPost    |
| 27   | Trofeo Andratx-Mirador d'Es Colomer | Espagne | 1.1    | Kobe Goossens       | Intermarché-Circus-Wanty |
| 28   | Trofeo Serra de Tramuntana          | Espagne | 1.1    | Kobe Goossens       | Intermarché-Circus-Wanty |
| 28   | Grand Prix Aspendos                 | Turquie | 1.2    | Yegor Strelnikov    | Vino SKO                 |
| 29   | Trofeo Palma                        | Espagne | 1.1    | Ethan Vernon        | Soudal Quick-Step        |
| 29   | Grand Prix La Marseillaise (2023)   | France  | 1.1    | Neilson Powless     | EF Education-EasyPost    |

### Février
| Date  | Course                                    | Pays     | Classe | Vainqueur         | Équipe                        |
| ----- | ----------------------------------------- | -------- | ------ | ----------------- | ----------------------------- |
| 1-6   | Étoile de Bessèges-Tour du Gard (2023)    | France   | 2.1    | Neilson Powless   | EF Education-EasyPost         |
| 5     | Grand Prix Apollon Temple                 | Turquie  | 1.2    | Sergey Rostovtsev | Beykoz Belediyesi Spor Kulübü |
| 9-11  | Tour d'Antalya                            | Turquie  | annulé | annulé            | annulé                        |
| 11    | Tour de Murcie (2023)                     | Espagne  | 1.1    | Ben Turner        | Ineos Grenadiers              |
| 12    | Figueira Champions Classic                | Portugal | 1.1    | Casper Pedersen   | Soudal Quick-Step             |
| 13    | Jaén Paraiso Interior                     | Espagne  | 1.1    | Tadej Pogačar     | UAE Emirates                  |
| 17-19 | Tour des Alpes-Maritimes et du Var (2023) | France   | 2.1    | Kévin Vauquelin   | Arkéa-Samsic                  |
| 23-26 | Gran Camiño (2023)                        | Espagne  | 2.1    | Jonas Vingegaard  | Jumbo-Visma                   |
| 28    | Le Samyn (2023)                           | Belgique | 1.1    | Milan Menten      | Lotto Dstny                   |

### Mars
| Date  | Course                                      | Pays     | Classe | Vainqueur              | Équipe                      |
| ----- | ------------------------------------------- | -------- | ------ | ---------------------- | --------------------------- |
| 1     | Trofej Umag-Umag Trophy                     | Croatie  | 1.2    | Adam Ťoupalík          | Elkov-Kasper                |
| 4     | Alanya Cup                                  | Turquie  | 1.2    | Willie Smit            | China Glory Continental     |
| 4     | Ster van Zwolle                             | Pays-Bas | 1.2    | Coen Vermeltfoort      | VolkerWessels               |
| 4     | Grand Prix Criquielion (2023)               | Belgique | 1.1    | Sam Welsford           | DSM                         |
| 4     | Tour des 100 Communes                       | France   | 1.2    | Jonathan Vervenne      | Soudal Quick-Step Devo      |
| 4-5   | South Aegean Tour                           | Grèce    | 2.2    | Jakub Otruba           | ATT Investments             |
| 5     | Poreč Trophy                                | Croatie  | 1.2    | Patryk Stosz           | Voster ATS                  |
| 5     | Grand Prix de Lillers-Souvenir Bruno Comini | France   | 1.2    | Andreas Stokbro        | Leopard Togt Pro Cycling    |
| 5     | Grand Prix Jean-Pierre Monseré (2023)       | Belgique | 1.1    | Gerben Thijssen        | Intermarché-Circus-Wanty    |
| 9-12  | Istrian Spring Trophy                       | Croatie  | 2.2    | Tijmen Graat           | Jumbo-Visma Development     |
| 11    | Grand Prix international de Rhodes          | Grèce    | 1.2    | Eirik Lunder           | Coop-Repsol                 |
| 12    | Tour de Drenthe                             | Pays-Bas | 1.1    | Per Strand Hagenes     | Jumbo-Visma                 |
| 12    | Dorpenomloop Rucphen                        | Pays-Bas | 1.2    | Laurenz Rex            | Circus-Re Uz-Technord       |
| 16-19 | Tour international de Rhodes                | Grèce    | 2.2    | António Morgado        | Hagens Berman Axeon         |
| 17    | Youngster Coast Challenge                   | Belgique | 1.2U   | Warre Vangheluwe       | Soudal Quick-Step Devo      |
| 18    | Classic Loire Atlantique (2023)             | France   | 1.1    | Axel Zingle            | Cofidis                     |
| 19    | Classica da Arrabida-Cyclin'Portugal        | Portugal | 1.2    | Orluis Aular           | Caja Rural-Seguros RGA      |
| 19    | Cholet-Pays de la Loire (2023)              | France   | 1.1    | Laurence Pithie        | Groupama-FDJ                |
| 19    | Per sempre Alfredo                          | Italie   | 1.1    | Felix Engelhardt       | Jayco AlUla                 |
| 19    | Grand Prix Slovenian Istria                 | Slovénie | 1.2    | Bartłomiej Proć        | Santic-Wibatech             |
| 19    | La Popolarissima                            | Italie   | 1.2    | Davide Persico         | Colpack Ballan              |
| 21-25 | Semaine internationale Coppi et Bartali     | Italie   | 2.1    | Mauro Schmid           | Soudal Quick-Step           |
| 22-26 | Tour de l'Alentejo                          | Portugal | 2.2    | Orluis Aular           | Caja Rural-Seguros RGA      |
| 22-26 | Olympia's Tour                              | Pays-Bas | 2.2    | Mathias Bregnhøj       | Leopard Togt Pro Cycling    |
| 23    | GP Goriska & Vipava Valley                  | Slovénie | 1.2    | Adam Ťoupalík          | Elkov-Kasper                |
| 26    | GP Adria Mobil                              | Slovénie | 1.2    | Tilen Finkšt           | Adria Mobil                 |
| 26    | Roue Tourangelle                            | France   | 1.1    | Rory Townsend          | Bolton Equities Black Spoke |
| 26    | Gand-Wevelgem espoirs                       | Belgique | 1.2U   | Gil Gelders            | Soudal Quick-Step Devo      |
| 26    | Syedra Ancient City                         | Turquie  | 1.2    | Polychrónis Tzortzákis | Kuwait Pro Cycling Team     |
| 31    | Route Adélie de Vitré                       | France   | 1.1    | Fredrik Dversnes       | Uno-X Pro                   |

### Avril
| Date  | Course                                            | Pays               | Classe | Vainqueur              | Équipe                   |
| ----- | ------------------------------------------------- | ------------------ | ------ | ---------------------- | ------------------------ |
| 1     | Volta Limburg Classic                             | Pays-Bas           | 1.1    | Kaden Groves           | Alpecin-Deceuninck       |
| 2     | Trofeo Piva                                       | Italie             | 1.2U   | Giacomo Villa          | Biesse-Carrera           |
| 4-7   | Région Pays de la Loire Tour                      | France             | 2.1    | Alexander Kamp         | Tudor                    |
| 6-9   | Circuit des Ardennes international                | France             | 2.2    | Mathias Bregnhøj       | Leopard Togt Pro Cycling |
| 10    | Giro del Belvedere                                | Italie             | 1.2U   | Johannes Staune-Mittet | Jumbo-Visma Development  |
| 11    | Paris-Camembert                                   | France             | 1.1    | Valentin Ferron        | TotalEnergies            |
| 11    | Gran Premio Palio del Recioto                     | Italie             | 1.2U   | Tijmen Graat           | Jumbo-Visma Development  |
| 11-14 | Tour de Sicile                                    | Italie             | 2.1    | Alexey Lutsenko        | Astana Qazaqstan         |
| 12-16 | Tour du Loir-et-Cher                              | France             | 2.2    | Tim Marsman            | Metec-Solarwatt-Mantel   |
| 14    | Classic Grand Besançon Doubs                      | France             | 1.1    | Victor Lafay           | Cofidis                  |
| 15    | Tour du Jura (2023)                               | France             | 1.1    | Kévin Vauquelin        | Arkéa-Samsic             |
| 15    | Liège-Bastogne-Liège espoirs                      | Belgique           | 1.2U   | Francesco Busatto      | Circus-Re Uz-Technord    |
| 15    | Arno Wallaard Memorial                            | Pays-Bas           | 1.2    | Rasmus Bøgh Wallin     | Restaurant Suri-Carl Ras |
| 16    | Tour du Doubs                                     | France             | 1.1    | Jesús Herrada          | Cofidis                  |
| 16    | Giro della Città Metropolitana di Reggio Calabria | Italie             | 1.2U   | Jhonatan Restrepo      | GW Shimano-Sidermec      |
| 16    | Trofeo Città di San Vendemiano                    | Italie             | 1.2U   | Anders Foldager        | Biesse-Carrera           |
| 19-22 | Belgrade-Banja Luka                               | Bosnie-Herzégovine | 2.2    | Gregor Matija Černe    | mebloJOGI Pro-concrete   |
| 23    | Rutland-Melton Cicle Classic                      | Royaume-Uni        | 1.2    | Luke Lamperti          | Trinity Racing           |
| 25    | Gran Premio della Liberazione                     | Italie             | 1.2U   | Alessandro Romele      | Colpack Ballan           |
| 25-1  | Tour de Bretagne                                  | France             | 2.2    | Simon Pellaud          | Tudor                    |
| 28-30 | Tour des Asturies                                 | Espagne            | 2.1    | Lorenzo Fortunato      | Eolo-Kometa              |
| 29-3  | Carpathian Couriers Race                          | Pologne            | 2.2U   | Gal Glivar             | Slovénie                 |
| 30    | Grand Prix Vorarlberg                             | Autriche           | 1.2    | Michael Boroš          | Elkov-Kasper             |

### Mai
| Date  | Course                                     | Pays       | Classe | Vainqueur            | Équipe                       |
| ----- | ------------------------------------------ | ---------- | ------ | -------------------- | ---------------------------- |
| 1     | Eschborn-Francfort espoirs                 | Allemagne  | 1.2U   | Joshua Gudnitz       | ColoQuick                    |
| 1     | Circuito del Porto-Trofeo Arvedi           | Italie     | 1.2    | Mattia Pinazzi       | Arvedi Cycling               |
| 3-7   | Tour de Grèce                              | Grèce      | 2.1    | Iúri Leitão          | Caja Rural-Seguros RGA       |
| 6     | Tour d'Overijssel                          | Pays-Bas   | 1.2    | Coen Vermeltfoort    | VolkerWessels                |
| 6     | Sundvolden GP                              | Norvège    | 1.2    | Ådne Holter          | Uno-X Pro                    |
| 7     | Ringerike GP                               | Norvège    | 1.2    | Jack Rootkin-Gray    | Saint Piran                  |
| 7     | Paris-Roubaix espoirs                      | France     | 1.2U   | Tijl De Decker       | Lotto Dstny Development      |
| 7     | Flèche ardennaise                          | Belgique   | 1.2    | Menno Huising        | Jumbo-Visma Development      |
| 13    | Grand Prix Herning                         | Danemark   | 1.2    | Mathias Norsgaard    | Danemark                     |
| 13    | Tour du Finistère                          | France     | 1.1    | Paul Penhoët         | Groupama-FDJ                 |
| 14    | Boucles de l'Aulne-Châteaulin              | France     | 1.1    | Greg Van Avermaet    | AG2R Citroën                 |
| 14    | Fyen Rundt                                 | Danemark   | 1.2    | Carl-Frederik Bévort | Uno-X Dare Development       |
| 14    | Grand Prix Industrie del Marmo             | Italie     | 1.2U   | Christian Bagatin    | SIAS Rime                    |
| 17-20 | Tour de Sakarya                            | Turquie    | 2.2    | Martin Laas          | Astana Qazaqstan Development |
| 17-21 | Flèche du Sud                              | Luxembourg | 2.2    | Pim Ronhaar          | Baloise Trek Lions           |
| 18    | Circuit de Wallonie                        | Belgique   | 1.1    | Jordi Meeus          | Bora-Hansgrohe               |
| 20    | Veenendaal-Veenendaal Classic (2023)       | Pays-Bas   | 1.1    | Dylan Groenewegen    | Jayco AlUla                  |
| 21    | GP Gorenjska                               | Slovénie   | 1.2    | Davide De Cassan     | Friuli ASD                   |
| 21    | Tour de Cologne                            | Allemagne  | 1.1    | Danny van Poppel     | Bora-Hansgrohe               |
| 21    | Antwerp Port Epic                          | Belgique   | 1.1    | Dries De Bondt       | Alpecin-Deceuninck           |
| 22-26 | Tour d'Albanie                             | Albanie    | 2.2    | Max Stedman          | Velo Schils-Interbike RT     |
| 24-28 | Alpes Isère Tour                           | France     | 2.2    | Lennert Van Eetvelt  | Lotto Dstny                  |
| 25-27 | Tour d'Estonie                             | Estonie    | 2.1    | Rasmus Bøgh Wallin   | Restaurant Suri-Carl Ras     |
| 25-28 | Tour de la Mirabelle                       | France     | 2.2    | Jonas Geens          | Tarteletto-Isorex            |
| 26-28 | Grand Prix Beiras et Serra da Estrela      | Portugal   | 2.2    | Artem Nych           | Glassdrive-Q8-Anicolor       |
| 27    | Van Merksteijn Fences Classic              | Belgique   | 1.1    | Caleb Ewan           | Lotto Dstny                  |
| 27    | Grand Prix Santa Rita                      | Italie     | 1.2    | Giosuè Epis          | Zalf Euromobil Fior          |
| 28    | Trophée de la ville de Castelfidardo       | Italie     | 1.2    | Matteo Pongiluppi    | SIAS Rime                    |
| 29    | Tour du Limbourg (2023)                    | Belgique   | 1.1    | Gerben Thijssen      | Intermarché-Circus-Wanty     |
| 29    | Paris-Troyes                               | France     | 1.2    | Gwen Leclainche      | Philippe Wagner Cycling      |
| 30    | Mercan'Tour Classic Alpes-Maritimes (2023) | France     | 1.1    | Richard Carapaz      | EF Education-EasyPost        |

### Juin
| Date  | Course                                            | Pays     | Classe | Vainqueur              | Équipe                             |
| ----- | ------------------------------------------------- | -------- | ------ | ---------------------- | ---------------------------------- |
| 1-4   | Tour of Malopolska                                | Pologne  | 2.2    | Márton Dina            | ATT Investments                    |
| 1-4   | Tour de Haute-Autriche                            | Autriche | 2.2    | Luca Vergallito        | Alpecin-Deceuninck Development     |
| 1-4   | Ronde de l'Oise                                   | France   | 2.2    | Frank van den Broek    | À Bloc CT                          |
| 2     | Trofeo Alcide Degasperi                           | Italie   | 1.2    | Davide De Pretto       | Zalf Euromobil Fior                |
| 2     | Tour des Apennins                                 | Italie   | 1.1    | Marc Hirschi           | UAE Emirates                       |
| 3     | Flèche de Heist (2023)                            | Belgique | 1.1    | Olav Kooij             | Jumbo-Visma                        |
| 4     | Mémorial Philippe Van Coningsloo                  | Belgique | 1.2    | Gianluca Pollefliet    | Lotto Dstny Development            |
| 4     | Coppa della Pace                                  | Italie   | 1.2U   | Matteo Scalco          | Green Project-Bardiani CSF-Faizanè |
| 9     | Grand Prix du canton d'Argovie                    | Suisse   | 1.1    | Thibau Nys             | Trek-Segafredo                     |
| 9-11  | Tour d'Eure-et-Loir                               | France   | 2.2    | Noa Isidore            | CIC U Nantes Atlantique            |
| 10-11 | Kirikkale Road Race                               | Turquie  | 2.2    | Nikiforos Arvanitou    | Grèce                              |
| 11-18 | Tour d'Italie espoirs                             | Italie   | 2.2U   | Johannes Staune-Mittet | Jumbo-Visma Development            |
| 11    | Tour des onze villes (2023)                       | Belgique | 1.1    | Jasper Philipsen       | Alpecin-Deceuninck                 |
| 15-18 | Route d'Occitanie                                 | France   | 2.1    | Michael Woods          | Israel-Premier Tech                |
| 16-18 | Tour du Pays de Montbéliard                       | France   | 2.2    | Sten Van Gucht         | Bourg-en-Bresse Ain Cyclisme       |
| 28-1  | Course de Solidarność et des champions olympiques | Pologne  | 2.2    | Siim Kiskonen          | Tartu2024                          |

### Juillet
| Date  | Course                                    | Pays      | Classe | Vainqueur          | Équipe                             |
| ----- | ----------------------------------------- | --------- | ------ | ------------------ | ---------------------------------- |
| 2     | Midden-Brabant Poort Omloop               | Pays-Bas  | 1.2    | Thimo Willems      | VolkerWessels                      |
| 2     | Giro del Medio Brenta                     | Italie    | 1.2    | Giulio Pellizzari  | Green Project-Bardiani CSF-Faizanè |
| 2-6   | Tour d'Autriche                           | Autriche  | 2.1    | Jhonatan Narváez   | Ineos Grenadiers                   |
| 4     | Trophée de la ville de Brescia            | Italie    | 1.2    | Federico Guzzo     | Zalf Euromobil Fior                |
| 6-9   | Sibiu Cycling Tour                        | Roumanie  | 2.1    | Mark Donovan       | Q36.5 Pro Cyclng Team              |
| 8     | Visegrad 4 Kerekparverseny                | Hongrie   | 1.2    | Adam Ťoupalík      | Elkov-Kasper                       |
| 8     | Grand Prix Erciyes                        | Turquie   | 1.2    | Max Stedman        | Beykoz Belediyesi Spor Kulübü      |
| 9     | Visegrad 4 Bicycle Race-GP Slovakia       | Slovaquie | 1.2    | Maciej Paterski    | Voster ATS                         |
| 11-16 | Tour de la Vallée d'Aoste                 | Italie    | 2.2U   | Darren Rafferty    | Hagens Berman Axeon                |
| 13-16 | GP Internacional Torres Vedras            | Portugal  | 2.2    | Mauricio Moreira   | Glassdrive-Q8-Anicolor             |
| 14-16 | Grand Prix cycliste de Gemenc             | Hongrie   | 2.2    | Filip Řeha         | Elkov-Kasper                       |
| 19    | BW Classic                                | Belgique  | 1.2    | Milan Fretin       | Flanders-Baloise                   |
| 22    | Visegrad 4 Bicycle Race-GP Poland         | Pologne   | 1.2    | Itamar Einhorn     | Israël                             |
| 23    | Visegrad 4 Bicycle Race-GP Czech Republic | Tchéquie  | 1.2    | Adam Ťoupalík      | Elkov-Kasper                       |
| 23    | Cupa Max Ausnit                           | Roumanie  | 1.2    | Nicolás Tivani     | Corratec                           |
| 23    | Grand Prix de la ville de Pérenchies      | France    | 1.2    | Rait Ärm           | Van Rysel-Roubaix Lille Métropole  |
| 23    | GP Kranj                                  | Slovénie  | 1.2    | Edoardo Zamperini  | Zalf Euromobil Fior                |
| 25    | Prueba Villafranca-Ordiziako Klasika      | Espagne   | 1.1    | Marc Hirschi       | UAE Emirates                       |
| 25    | Memoriał Andrzeja Trochanowskiego         | Pologne   | 1.2    | Itamar Einhorn     | Israël                             |
| 26-27 | Tour de Castille-et-León                  | Espagne   | 2.1    | Eduardo Sepúlveda  | Lotto Dstny                        |
| 26-29 | Dookoła Mazowsza                          | Pologne   | 2.2    | Oded Kogut         | Israël                             |
| 26-30 | Tour Alsace                               | France    | 2.2    | Sebastian Berwick  | Israel Premier Tech Academy        |
| 27-30 | Sazka Tour                                | Tchéquie  | 2.1    | Florian Lipowitz   | Bora-Hansgrohe                     |
| 28-31 | Kreiz Breizh Elites                       | France    | 2.2    | Hartthijs de Vries | TdT-Unibet                         |
| 30    | Circuito de Getxo                         | Espagne   | 1.1    | Alexey Lutsenko    | Astana Qazaqstan                   |
| 30    | Grand Prix Kültepe                        | Turquie   | 1.2    | Daniil Marukhin    | Vino SKO                           |
| 30    | Puchar Ministra Obrony Narodowej          | Pologne   | 1.2    | Bartosz Rudyk      | Voster ATS                         |
| 31-2  | Tour de l'Ain                             | France    | 2.1    | Michael Storer     | Groupama-FDJ                       |

### Août
| Date  | Course                                              | Pays     | Classe | Vainqueur            | Équipe                             |
| ----- | --------------------------------------------------- | -------- | ------ | -------------------- | ---------------------------------- |
| 1-5   | 100th Anniversary Tour of The Republic              | Turquie  | 2.2    | Petros Mengse        | Beykoz Belediyesi Spor Kulübü      |
| 4-13  | Tour cycliste international de la Guadeloupe (2023) | France   | 2.2    | Benjamin Le Ny       | Uni Sport Lamentinois              |
| 8-12  | Tour de Szeklerland                                 | Roumanie | 2.2    | Martin Messner       | WSA KTM Graz p/b Leomo             |
| 9-20  | Tour du Portugal                                    | Portugal | 2.1    | Colin Stüssi         | Vorarlberg                         |
| 12    | Mémorial Henryk Łasak                               | Pologne  | 1.2    | Michael Kukrle       | Felbermayr Simplon Wels            |
| 13    | Mémorial Jana Magiery                               | Pologne  | 1.2    | Michael Kukrle       | Felbermayr Simplon Wels            |
| 13    | Polynormande                                        | France   | 1.1    | Arnaud De Lie        | Lotto Dstny                        |
| 13    | Grand Prix de Poggiana                              | Italie   | 1.2U   | Nicolò Pettiti       | SIAS Rime                          |
| 15    | Tour de Louvain-Mémorial Jef Scherens               | Belgique | 1.1    | Arnaud De Lie        | Lotto Dstny                        |
| 15-18 | Tour du Limousin                                    | France   | 2.1    | Romain Grégoire      | Groupama-FDJ                       |
| 16    | Gran Premio Capodarco                               | Italie   | 1.2U   | Matteo Ambrosini     | Colpack Ballan                     |
| 17-20 | Baltic Chain Tour                                   | Estonie  | 2.2    | Rait Ärm             | Estonie                            |
| 19    | Course des raisins                                  | Belgique | 1.1    | Victor Campenaerts   | Lotto Dstny                        |
| 19    | Grand Prix Kaisareia                                | Turquie  | 1.1    | Anatoliy Budyak      | Terengganu Polygon                 |
| 20    | Egmont Cycling Race                                 | Belgique | 1.1    | Jasper De Buyst      | Lotto Dstny                        |
| 22-25 | Tour Poitou-Charentes                               | France   | 2.1    | Søren Wærenskjold    | Uno-X Pro                          |
| 25-27 | Tour de Yiğido                                      | Turquie  | 2.2    | Max Stedman          | Beykoz Belediyesi Spor Kulübü      |
| 26-31 | Tour de Bulgarie                                    | Bulgarie | 2.2    | Michal Schuran       | ATT Investments                    |
| 27    | Ronde van de Achterhoek                             | Pays-Bas | 1.2    | Martijn Rasenberg    | À Bloc CT                          |
| 30    | Muur Classic Geraardsbergen                         | Belgique | 1.2    | Filippo Magli        | Green Project–Bardiani–CSF–Faizanè |
| 31-2  | Flanders Tomorrow Tour                              | Belgique | 2.2U   | Jakob Söderqvist     | Suède                              |
| 31-3  | Tour du Frioul-Vénétie julienne                     | Italie   | 2.2    | Francesco Galimberti | Biesse-Carrera                     |

### Septembre
| Date  | Course                                   | Pays      | Classe | Vainqueur             | Équipe                      |
| ----- | ---------------------------------------- | --------- | ------ | --------------------- | --------------------------- |
| 2     | Lillehammer GP                           | Norvège   | 1.2    | Christian Lindquist   | Restaurant Suri-Carl Ras    |
| 2-3   | In the footsteps of the Romans           | Bulgarie  | 2.2    | Filippo Fortin        | Maloja Pushbikers           |
| 3     | Grand Prix de Plouay (1.2)               | France    | 1.2    | Pierre Thierry        | Morbihan Fybolia GOA        |
| 3     | Gylne Gutuer                             | Norvège   | 1.2    | Andreas Stokbro       | Leopard Togt Pro Cycling    |
| 7-9   | Tour du Kosovo                           | Kosovo    | 2.2    | Nicolò Garibbo        | Gragnano Sporting Club      |
| 7-10  | Tour de Van                              | Turquie   | 2.2    | Daniil Marukhin       | Kazakhstan                  |
| 7-10  | Okolo Jižních Čech-Tour of South Bohemia | Tchéquie  | 2.2    | Martin Solhaug Hansen | Uno-X Dare Development      |
| 10    | Grand Prix de la Somme                   | France    | 1.2    | Bastien Pichon        | E.S.E.G Douai               |
| 13    | Tour de Toscane-Memorial Alfredo Martini | Italie    | 1.1    | Pavel Sivakov         | Ineos Grenadiers            |
| 13-17 | Tour de Slovaquie                        | Slovaquie | 2.1    | Rémi Cavagna          | Soudal Quick-Step           |
| 15    | Championnat des Flandres                 | Belgique  | 1.1    | Jasper Philipsen      | Alpecin-Deceuninck          |
| 16    | Mémorial Marco Pantani                   | Italie    | 1.1    | Alexey Lutsenko       | Astana Qazaqstan            |
| 17    | Trofeo Matteotti                         | Italie    | 1.1    | Sjoerd Bax            | UAE Emirates                |
| 17    | Gooikse Pijl                             | Belgique  | 1.1    | Jasper Philipsen      | Alpecin-Deceuninck          |
| 17    | Grand Prix d'Isbergues                   | France    | 1.1    | Matteo Moschetti      | Q36.5 Pro                   |
| 17    | Grand Prix Rik Van Looy                  | Belgique  | 1.2    | Rasmus Bøgh Wallin    | Restaurant Suri-Carl Ras    |
| 20    | Circuit du Houtland                      | Belgique  | 1.1    | Gerben Thijssen       | Intermarché-Circus-Wanty    |
| 24    | Paris-Chauny                             | France    | 1.1    | Jasper Philipsen      | Alpecin-Deceuninck          |
| 26    | Ruota d'Oro-GP Festa del Perdono         | Italie    | 1.2U   | Gil Gelders           | Soudal Quick-Step Devo      |
| 26-1  | Cro Race                                 | Croatie   | 2.1    | Orluis Aular          | Caja Rural-Seguros RGA      |
| 27-1  | Ronde de l'Isard                         | France    | 2.2U   | annulé                | annulé                      |
| 28    | Coppa Agostoni-Giro delle Brianze        | Italie    | 1.1    | Davide Formolo        | UAE Team Emirates           |
| 28-1  | Tour d'Istanbul                          | Turquie   | 2.2    | Gustav Wang           | Restaurant Suri-Carl Ras    |
| 30    | Grand Prix Pino Cerami (2023)            | Belgique  | 1.2    | James Fouché          | Bolton Equities Black Spoke |

### Octobre
| Date | Course                         | Pays     | Classe | Vainqueur              | Équipe                  |
| ---- | ------------------------------ | -------- | ------ | ---------------------- | ----------------------- |
| 1    | Tour de Lombardie amateurs     | Italie   | 1.2U   | William Junior Lecerf  | Soudal Quick-Step Devo  |
| 1    | Tour de Vendée                 | France   | 1.1    | Arnaud Démare          | Arkéa-Samsic            |
| 1    | Famenne Ardenne Classic (2023) | Belgique | 1.1    | Arnaud De Lie          | Lotto Dstny             |
| 3    | Binche-Chimay-Binche (2023)    | Belgique | 1.1    | Luca Mozzato           | Arkéa-Samsic            |
| 3    | Coppa Città di San Daniele     | Italie   | 1.2    | Archie Ryan            | Jumbo-Visma Development |
| 4    | Visit Friesland Elfstedenrace  | Pays-Bas | 1.1    | Jasper Philipsen       | Alpecin-Deceuninck      |
| 5    | Paris-Bourges (2023)           | France   | 1.1    | Arnaud Démare          | Arkéa-Samsic            |
| 8    | Paris-Tours espoirs            | France   | 1.2U   | Sakarias Koller Løland | Uno-X Dare Development  |
| 8-15 | Tour de Turquie (2023)         | Turquie  | 2.1    | Alexey Lutsenko        | Astana Qazaqstan        |
| 15   | Chrono des Nations (2023)      | France   | 1.1    | Joshua Tarling         | Ineos Grenadiers        |
| 15   | Chrono des Nations espoirs     | France   | 1.2U   | Kacper Gieryk          | JEGG-DJR Academy        |